# Prodotto diretto
In algebra, il prodotto diretto di gruppi è un  gruppo ottenuto partendo dal prodotto cartesiano di gruppi e munendolo di una specifica operazione. In alcuni casi è possibile realizzare il procedimento inverso: partire da un gruppo e decomporlo come prodotto diretto di suoi sottogruppi. Il vantaggio è evidente: i sottogruppi fattori, avendo ordine minore rispetto al gruppo di partenza, sono più semplici da studiare.

## Prodotto diretto di due gruppi

### Prodotto diretto esterno
Siano {\displaystyle (G_{1},*_{1})} e {\displaystyle (G_{2},*_{2})} due gruppi. Ricordando che
{\displaystyle G_{1}\times G_{2}:=\{(a_{1},a_{2})\,|\,a_{1}\in G_{1},a_{2}\in G_{2}\},}
si definisce su tale insieme l'operazione {\displaystyle *} nel seguente modo:
{\displaystyle (a_{1},a_{2})*(b_{1},b_{2}):=(a_{1}*_{1}b_{1},a_{2}*_{2}b_{2}),}
con {\displaystyle a_{1},b_{1}\in G_{1}} e {\displaystyle a_{2},b_{2}\in G_{2}}.
Grazie alle strutture di gruppo di {\displaystyle G_{1}} e {\displaystyle G_{2}}, si osserva che:
- l'operazione {\displaystyle *} è associativa;
- {\displaystyle (e_{1},e_{2})} è l'elemento neutro (con {\displaystyle e_{i}} elemento neutro di {\displaystyle G_{i}});
- ogni elemento possiede l'inverso definito da

{\displaystyle (a_{1},a_{2})^{-1}:=(a_{1}^{-1},a_{2}^{-1}).}

La coppia {\displaystyle (G_{1}\times G_{2},*)} è pertanto un gruppo chiamato prodotto diretto esterno tra {\displaystyle G_{1}} e {\displaystyle G_{2}}.

### Prodotto diretto interno
Sia {\displaystyle G} un gruppo. Detti {\displaystyle H} e {\displaystyle K} due sottogruppi di {\displaystyle G} è possibile, sotto determinate condizioni, decomporre {\displaystyle G} come
{\displaystyle G\cong H\times K.}
In questo caso il gruppo {\displaystyle H\times K} viene detto prodotto diretto interno tra {\displaystyle H} e {\displaystyle K}.

## Decomposizione tramite prodotto diretto interno

### Proposizione[1]
Siano {\displaystyle G} un gruppo e {\displaystyle H,K} due sottogruppi di {\displaystyle G} tali che:
- {\displaystyle H} e {\displaystyle K} sono sottogruppi normali di {\displaystyle G};
- {\displaystyle H\cap K=\{e\}}, dove {\displaystyle e} è l'elemento neutro di {\displaystyle G};
- {\displaystyle HK=G}.

Allora vale la decomposizione
{\displaystyle G\cong H\times K.}
L'isomorfismo è la funzione
{\displaystyle {\begin{aligned}\phi \colon H\times K&\rightarrow G\\(h,k)&\mapsto hk.\end{aligned}}}

### Esempio
Detti {\displaystyle D_{k}} il gruppo diedrale di ordine {\displaystyle 2k} e {\displaystyle C_{k}} il gruppo ciclico di ordine {\displaystyle k}, risulta
{\displaystyle D_{6}\cong D_{3}\times C_{2}.}

## Decomposizione di gruppi ciclici
Nel caso particolare dei gruppi ciclici, è possibile imporre una condizione sull'ordine dei sottogruppi per avere la validità della proposizione precedente.

### Proposizione (gruppi ciclici)[3]
Siano due numeri naturali {\displaystyle p} e {\displaystyle q} coprimi. Allora si ha
{\displaystyle C_{pq}\cong C_{p}\times C_{q}.}
L'isomorfismo è la funzione {\displaystyle \phi } data da
{\displaystyle \phi (a^{k})=(b^{k},c^{k}),}
con {\displaystyle a,b,c} generatori rispettivamente di {\displaystyle C_{pq},C_{p},C_{q}}.

### Esempi
I numeri 3 e 5 sono coprimi, dunque risulta
{\displaystyle C_{15}\cong C_{3}\times C_{5}.}
Il numero 2 non è coprimo con sé stesso, dunque non è vero che
{\displaystyle C_{4}\cong C_{2}\times C_{2}.}

## Generalizzazioni
La teoria sopra presentata si può generalizzare al caso di {\displaystyle n} gruppi.
- Dato un prodotto diretto {\displaystyle G_{1}\times G_{2}}, si ha

{\displaystyle |G_{1}\times G_{2}|=|G_{1}|\cdot |G_{2}|.}
Analogamente, nel caso di un prodotto formato da {\displaystyle n} gruppi, si ha
{\displaystyle |G_{1}\times \ldots \times G_{n}|=\prod _{i=1}^{n}|G_{i}|.}
- Se {\displaystyle r=r_{1}\cdot \ldots \cdot r_{n}}, con tutti gli {\displaystyle r_{i}} coprimi, vale

{\displaystyle C_{r}\cong C_{r_{1}}\times \ldots \times C_{r_{n}}.}
L'isomorfismo è analogo al caso di due gruppi considerando i generatori di tutti gli {\displaystyle n} gruppi ciclici.
- Dato un prodotto diretto {\displaystyle G_{1}\times G_{2}}, è possibile metterlo in relazione con i gruppi fattori.

 Ad esempio la funzione

{\displaystyle {\begin{aligned}i_{1}\colon G_{1}&\rightarrow G_{1}\times G_{2},\\a&\mapsto (a,e_{2}),\end{aligned}}}
identifica {\displaystyle G_{1}} con il sottogruppo {\displaystyle G_{1}\times \{e_{2}\}}. Invece, la funzione
{\displaystyle {\begin{aligned}p_{1}\colon G_{1}\times G_{2}&\rightarrow G_{1},\\(a_{1},a_{2})&\mapsto a_{1},\end{aligned}}}
detta proiezione, ricava il gruppo {\displaystyle G_{1}} dal prodotto iniziale. La definizione delle funzioni {\displaystyle i_{2}} e {\displaystyle p_{2}} è analoga e la costruzione è estendibile al prodotto di {\displaystyle n} gruppi.

## Voci Correlate
- Gruppo
- Prodotto semidiretto
- Prodotto intrecciato